# Літаючий казан
Ігор Павлюк. Літаючий казан: П'єса для дітей. — Львів: Добра справа, 2003. — 38 с.
Літредактор — Оксана Чухрай.
Книжка увійшла у рейтинг найкращих книг 2003 року у номінації «Література для підлітків» // Книжник review. — 2004. — № 12. — С. 17.

## Анотація
|  | П'єса відомого письменника Ігоря Павлюка «Літаючий казан» — детективні пригоди сучасних підлітків у місті й селі, про боротьбу головного і суєтного, корінного і другорядного, патріотичного і космополітичного у житті. Надається для читання і постановки у професійних театрах і на шкільних сценах. |

## Рецензії
- Чудова сімка: резонанс-рейтинг новинок // Книжник review. — 2003. — № 14 (71). — С. 5;
- Чекан О. «Миколайчики» зі Львова: Рецензія // Книжник review. — 2003. — № 17. — С. 18—19;